# Murallas de Salsadella
Las murallas de Salsadella, son unos pocos restos del antiguo recinto amurallado que rodeada la ciudad. Son un monumento catalogado de forma genérica como Bien de Interés Cultural, según consta en la Dirección General de Patrimonio Artístico de la Generalidad Valenciana, con el código:
12.03.098-002
Los restos, situados en pleno núcleo urbano de Salsadella, en la comarca del Bajo Maestrazgo, a 490 metros sobre el nivel del mar, presentan un adecuado estado de conservación y su fábrica es de sillares de un metro de profundidad.
El municipio de Salsadella es de origen morisco, y las murallas que lo rodeaban deben datar del siglo XII, aproximadamente.
Pueden observarse actualmente, además de lienzos de murallas por diferentes tramos de la población, varios postales (en forma de arco de medio punto con dovelas) o entradas al recinto, como el conocido “Portalet de les Coves" o de "València", o el portal de "Sant Mateu" o de la "Bassa"."